# Colostygia olivaria
Colostygia olivaria är en fjärilsart som beskrevs av Schiffermüller sensu Duponchel 1830. Colostygia olivaria ingår i släktet Colostygia och familjen mätare. Inga underarter finns listade i Catalogue of Life.